# 헨리크 한센

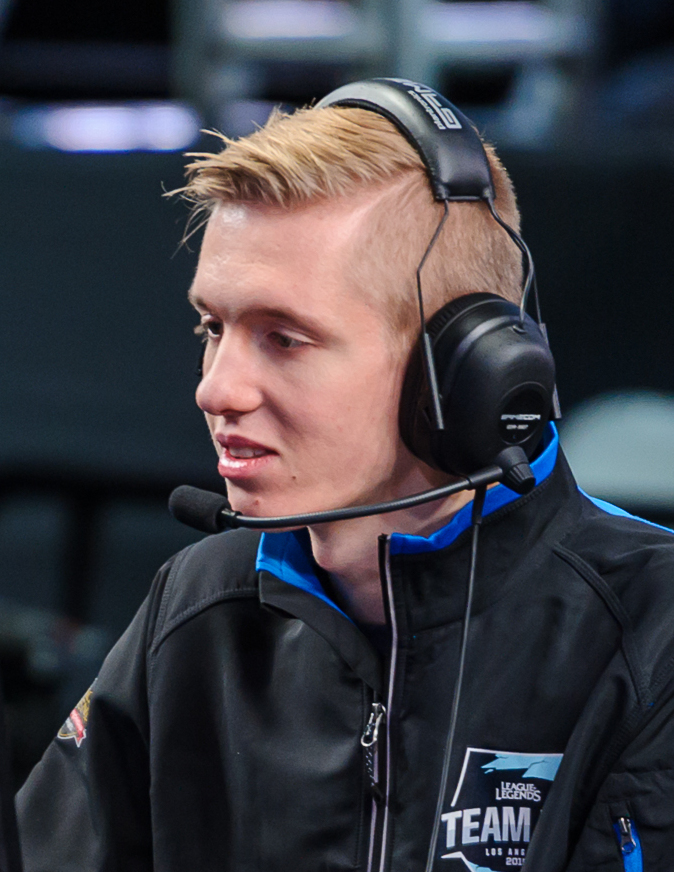

헨릭 한센(Henrik Hansen, 게임 상 아이디 Froggen)은 덴마크의 리그 오브 레전드의 프로게이머로 리그 오브 레전드 챔피언십 시리즈의 팀 디그니타스의 미드 라인을 맡고 있다. 이전에는 CLG.EU, 이블 지니어스 및 얼라이언스에서 활동했었다. 그의 대표적인 챔피언으로 애니비아가 있다.